# Бернард Льюїс
Бернард Льюїс, FBA (англ. Bernard Lewis; 31 травня 1916 — 19 травня 2018) — британсько-американський історик, спеціаліст зі сходознавства. Він також був відомий як громадський інтелектуал і політичний оглядач. Льюїс був почесним професором близькосхідних досліджень Клівленда Е. Доджа в Принстонському університеті. Льюїс спеціалізувався на історії ісламу та взаємодії між ісламом і Заходом.
Під час Другої світової війни Льюїс служив солдатом британської армії в Королівському бронетанковому корпусі та розвідувальному корпусі, а потім був відряджений до  Міністерства закордонних справ. Після війни він повернувся до Школи східних і африканських досліджень Лондонського університету і був призначений на нову кафедру історії Близького та Середнього Сходу.
У 2007 році Льюїса назвали «провідним інтерпретатором Близького Сходу на Заході». Інші стверджують, що підхід Льюїса є есенціалістським і узагальнюючим для мусульманського світу, а також його схильність повторювати гіпотези, які були спростовані більш пізніми дослідженнями. На політичному рівні недоброзичливці Льюїса кажуть, що він відродив образ культурної неповноцінності ісламу та  підкреслив небезпеку джихаду. За його порадами часто зверталися неоконсервативні політики, в тому числі  співробітники адміністрація Джорджу Буша. Його активна підтримка війни в Іраку та неоконсервативних ідеалів відтоді потрапили під пильну увагу.     
Льюїс був відомий своїми публічними дебатами з Едвардом Саїдом, який назвав Льюїса апологетом сіонізму та орієнталістом, який «принижує» арабів, спотворює іслам і просуває західний імперіалізм,  на що Льюїс відповів, що орієнталізм є однією з граней гуманізму, і що Саїд політизує цю тему. 
Льюїс також був відомий тим, що заперечував геноцид вірмен. Його аргумент про відсутність доказів навмисного геноциду, здійсненого Османською імперією проти вірменського народу, відкидається іншими істориками.   Він стверджував, що масові вбивства були результатом взаємної боротьби між двома націоналістичними рухами,  і цю точку зору було розкритиковано як «аісторичну».

## Сім'я та особисте життя
Бернард Льюїс народився 31 травня 1916 року в родині британських євреїв середнього класу, Гаррі Льюїса та колишньої Джейн Леві, у Сток-Ньюінгтоні, Лондон. Він зацікавився мовами та історією під час підготовки до бар-міцви. У 1947 році він одружився з Рут Хелен Оппенгейм, з якою мав доньку та сина. Їхній шлюб було розірвано у 1974 році. 1982 року Льюїс став натуралізованим громадянином Сполучених Штатів.

## Академічна кар'єра
У 1936 році Льюїс закінчив Школу сходознавства (тепер Школа східних і африканських досліджень, SOAS) Лондонського університету, здобувши ступінь бакалавра історії з особливим акцентом до Близького та Середнього Сходу. Через три роки він здобув ступінь доктора філософії, також у SOAS, спеціалізуючись на історії ісламу. Льюїс також вивчав право, пройшовши частину шляху до того, щоб стати соліситором, але повернувся до вивчення історії Близького Сходу. Він вступив до аспірантури Паризького університету, де навчався у сходознавця Луї Массіньйона та отримав «Диплом семітських досліджень» («Diplôme des Études Sémitiques») у 1937 році. Він повернувся до SOAS у 1938 році як асистент викладача ісламської історії.
Під час Другої світової війни Льюїс служив у британській армії в Королівському бронетанковому корпусі та капралом у розвідувальному корпусі в 1940—1941 роках, після чого був відряджений до Міністерства закордонних справ. Після війни він повернувся до SOAS, де працював наступні 25 років. У 1949 році, у віці 33 років, він був призначений на нову кафедру історії Близького та Середнього Сходу. У 1963 році Льюїс став стипендіатом Британської академії.
У 1974 році, у віці 57 років, Льюїс погодився на спільну посаду в Принстонському університеті та Інституті перспективних досліджень, також розташованому в Принстоні, Нью-Джерсі. Умови його призначення були такими, що Льюїс викладав лише один семестр на рік, і, бувши вільним від адміністративних обов'язків, він міг приділяти більше часу дослідженням, ніж раніше. Отже, прибуття Льюїса до Принстона ознаменувало початок найбільш плідного періоду в його науковій кар'єрі, під час якого він опублікував численні книги та статті, засновані на раніше накопичених матеріалах. Після завершення роботи в Принстоні в 1986 році Льюїс працював у Корнелльському університеті до 1990 року.

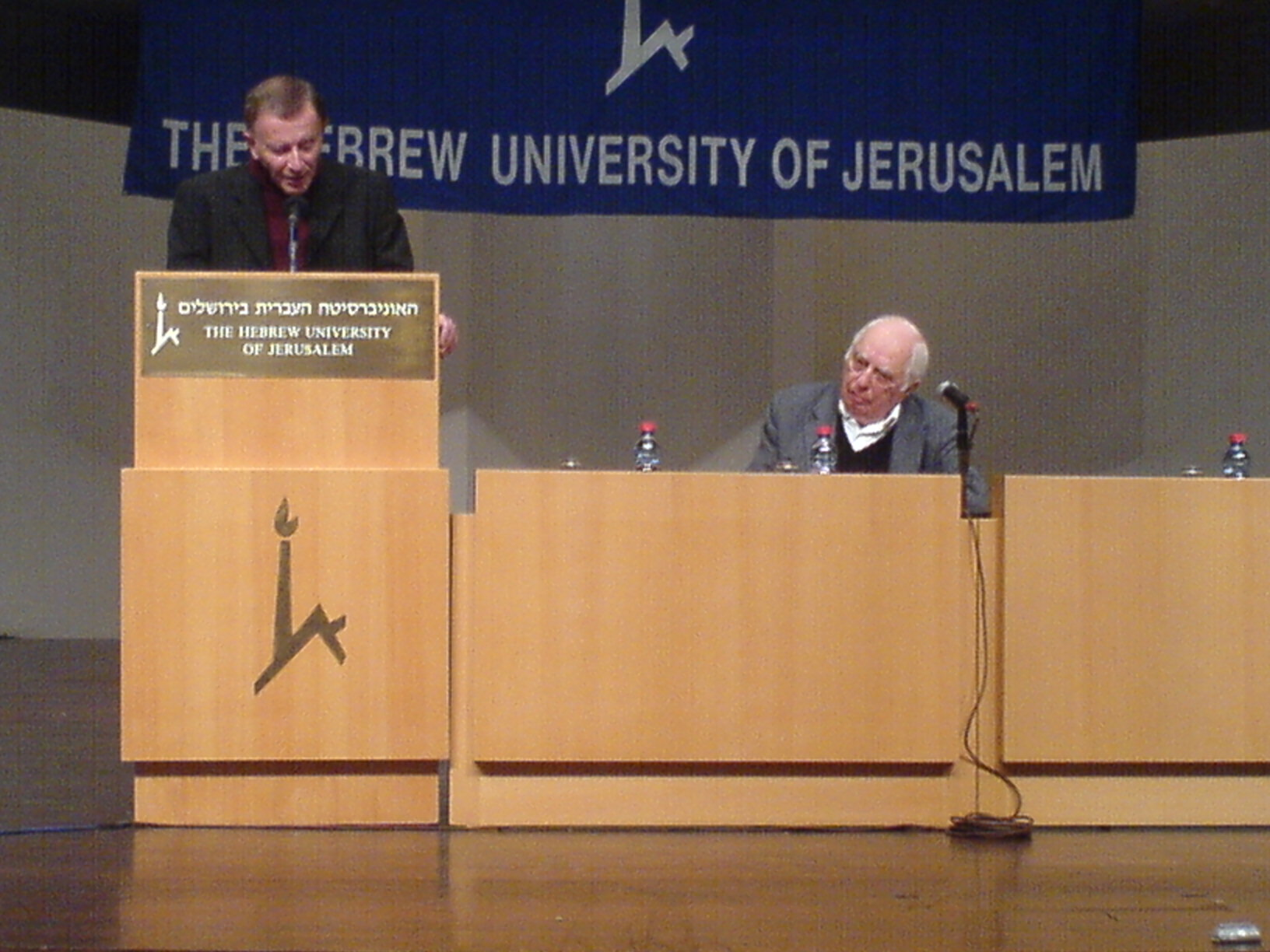
Бернард Льюїс у 2007 році

У 1966 році Льюїс був одним із засновників наукового товариства, Асоціації вивчення Близького Сходу Північної Америки (MESA), але у 2007 році він вийшов з неї та заснував Асоціацію з вивчення Близького Сходу та Африки (ASMEA), щоб кинути виклик MESA, в якій, як зазначає New York Sun, «домінують академіки, які критично ставляться до Ізраїлю і до ролі Америки на Близькому Сході».
У 1990 році Національний фонд гуманітарних наук обрав Льюїса для читання лекції Джефферсона, найвищої нагороди федерального уряду США за досягнення в галузі гуманітарних наук. Його лекція під назвою «Західна цивілізація: погляд зі Сходу» була переглянута та передрукована в The Atlantic Monthly під назвою «Коріння мусульманської люті». Його лекція Ірвінга Крістола у 2007 році, прочитана в Американському інституті підприємництва, була опублікована під назвою «Європа та іслам».

## Дослідження
Вплив Льюїса виходить за межі академічних кіл і поширюється на широку громадськість. Він розпочав свою наукову кар'єру з вивчення середньовічної арабської, особливо сирійської, історії. Його перша стаття, присвячена професійним гільдіям середньовічного ісламу, близько тридцяти років вважалася найавторитетнішою працею на цю тему. Однак після створення держави Ізраїль у 1948 році вченим єврейського походження ставало дедалі важче проводити архівні та польові дослідження в арабських країнах, де їх підозрювали у шпигунстві. Тому Льюїс зосередився на вивчення Османської імперії, продовжуючи досліджувати арабську історію через османські архіви які лише нещодавно були відкриті для західних дослідників. Серія статей, які Льюїс опублікував протягом наступних кількох років, зробила революцію в історії Близького Сходу, давши широку картину ісламського суспільства, включаючи його уряд, економіку та демографію.
Льюїс стверджував, що Близький Схід наразі є відсталим, і його занепад був значною мірою  спричинений як культурою, так і релігією, на відміну від постколоніалістичної точки зору, яка розглядає проблеми регіону як економічну та політичну відсталість, головним чином, через європейську колонізацію XIX століття. У своїй праці 1982 року «Мусульманське відкриття Європи» Льюїс стверджує, що мусульманські суспільства не могли йти в ногу із Заходом і що «успіхи хрестоносців значною мірою були зумовлені слабкістю мусульман». Крім того, він припускає, що вже в XI столітті ісламські суспільства занепадали, головним чином через внутрішні проблеми, такі як «культурна зарозумілість», яка була перешкодою для творчих запозичень, а не зовнішній тиск, як хрестові походи.
Після радянських та арабських спроб делегітимізувати Ізраїль як расистську країну Льюїс написав дослідження про антисемітизм, семітів і антисемітів (1986). В інших роботах він стверджував, що гнів арабів проти Ізраїлю  непропорційний іншим трагедіям або несправедливостям у мусульманському світі, таким як радянське вторгнення в Афганістан і контроль над землями з мусульманською більшістю в Центральній Азії, кровопролитні та руйнівні бої під час повстання в Хамі в Сирії (1982), громадянська війна в Алжирі (1992–1998) та ірано-іракська війна (1980–1988).
Окрім своїх наукових праць, Льюїс написав кілька впливових книг, доступних широкому загалу: «Араби в історії» (1950), «Близький Схід і Захід» (1964) та «Близький Схід» (1995). Після терактів 11 вересня 2001 року інтерес до творчості Льюїса різко зріс, особливо до його есе 1990 року «Коріння мусульманського гніву». Три його книги були опубліковані після 11 вересня: "Що пішло не так?" (написана до терактів), в якій досліджуються причини несприйняття (а подекуди й відвертої ворожості) модернізації в мусульманському світі; "Криза ісламу" та "Іслам: релігія та народ". 
Абрахам Удович описав його як «безумовно, найвидатнішого та найшанованішого історика арабського світу, ісламського світу, Близького Сходу і не тільки».
Історик Колумбійського університету Річард Булліє сказав, що Бернард Льюїс «дивився зверхньо на сучасних арабів» і припустив, що він вважає їх «гідними лише тією мірою, якою вони йдуть західним шляхом». Едвард Саїд назвав його  апологетом сіонізму та сходознавцем, який «принижує» арабів.  

### Геноцид вірмен
У перших двох виданнях книги Льюїса «Поява сучасної Туреччини» (1961 і 1968) геноцид вірмен описується як «жахливий голокост 1915 року, коли загинуло півтора мільйона вірмен». У пізніших виданнях цей текст змінено на «жахливу різанину 1915 року, коли, за оцінками, загинуло понад мільйон вірмен, а також невідома кількість турків». У цьому уривку Льюїс стверджує, що смерті були результатом боротьби за одну й ту саму землю між двома конкуруючими націоналістичними рухами.
Зміна Льюїсом текстуального опису геноциду вірмен і підписання ним петиції проти резолюції Конгресу викликали суперечки серед деяких вірменських істориків і журналістів, які припустили, що Льюїс вдається до історичного негативізму для задоволення власних політичних і особистих інтересів.
Льюїс назвав ярлик «геноцид» «вірменською версією цієї історії» в інтерв'ю газеті Le Monde в листопаді 1993 року, за що він зіткнувся з цивільним процесом у французькому суді відповідно до Закону про геноцид (закон Гейссо). Обвинувачення не відбулося, оскільки суд вирішив, що закон не поширюється на події до Другої світової війни. У цивільному процесі 1995 року, порушеному 1995 року трьома вірменами, які пережили геноцид, французький суд виніс Льюїсу осуд за його висловлювання згідно зі статтею 1382 Цивільного кодексу та оштрафував його на один франк, а також постановив опублікувати рішення суду в газеті Le Monde за рахунок Льюїса. Суд постановив, що хоча Льюїс має право на свої погляди, їх висловлювання завдає шкоди третій стороні, і що «лише приховавши елементи, які суперечать його тезі, відповідач зміг заявити про відсутність „серйозних доказів“ геноциду вірмен».   Три інші судові справи проти Бернара Льюїса зазнали невдачі в паризькому суді, в тому числі одна, подана Вірменським національним комітетом Франції, і дві, подані Жаком Тремолле де Вільєром.
Погляди Льюїса на геноцид вірмен були розкритиковані низкою істориків та соціологів, серед них Ален Фінкелькраут, Ів Тернон, Річард Г. Ованесян, Роберт Мелсон і П'єр Відаль-Наке.
Льюїс не заперечував, що мала місце велика кількість вбивств, але він заперечував, що вони були цілеспрямованою політикою уряду младотурків, і тому їх не слід класифікувати як геноцид. У 2002 році він аргументував свою позицію заперечення:
Це питання визначення, і сьогодні слово «геноцид» використовується дуже вільно навіть у тих випадках, коли не йдеться про кровопролиття, і я можу зрозуміти роздратування тих, хто відчуває відмову. Але в цьому конкретному випадку мова йде про те, що масове вбивство вірмен в Османській імперії було таким же, як і те, що сталося з євреями в нацистській Німеччині, а це відверта брехня. Те, що сталося з вірменами, було результатом масового вірменського збройного повстання проти турків, яке почалося ще до початку війни й продовжилося в більш широких масштабах. Велика кількість вірмен, у тому числі військовослужбовців, дезертирували, перетнули кордон і приєдналися до російських військ, що вторглися до Туреччини. Вірменські повстанці фактично захопили місто Ван і деякий час утримували його, маючи намір передати його окупантам. По всій Анатолії точилася партизанська війна. І це те, що ми сьогодні називаємо Національним рухом вірмен проти Туреччини. Турки, безумовно, вдавалися до дуже жорстоких методів, щоб відбити його. Існують чіткі докази рішення турецького уряду депортувати вірменське населення з чутливих районів. Що, природно, означало всю Анатолію. Не включаючи арабські провінції, які тоді ще були частиною Османської імперії. Немає жодних доказів рішення про масові вбивства. Навпаки, є чимало свідчень про спроби запобігти цьому, які були не дуже успішними. Так, там була величезна різанина, цифри дуже невизначені, але мільйон не виключений. [і] Масові вбивства були здійснені нерегулярними формуваннями, місцевими селянами у відповідь на те, що з ними було зроблено, і в ряд інших способів. Але щоб провести паралель з Голокостом у Німеччині, потрібно було б припустити, що євреї Німеччини брали участь у збройному повстанні проти німецької держави, співпрацюючи з союзниками проти Німеччини.  Що в наказі про депортацію були виключені міста Гамбург і Берлін, виключені особи, які перебували на державній службі, і що депортація стосувалася лише власне євреїв Німеччини, так що, коли вони потрапили до Польщі, їх прийняли та прихистили польські євреї.
Стівен Зунес, Ізраель Чарні, Девід Б. Макдональд і Вірменський національний комітет Америки назвали Льюїса «заперечувачем геноциду». Ізраїльський історик Яір Аурон припустив, що «авторитет Льюїса слугував піднесеним прикриттям для турецької національної кампанії із заплутування академічних досліджень про геноцид вірмен». Ізраель Чарнііписав, що «уявна вченість Льюїса … про те, що вірмени становили загрозу для турків як бунтівна сила, яка разом із росіянами загрожувала Османській імперії, і наполягання на тому, що проводилася тільки політика депортацій, ледь приховують той факт, що організовані депортації являли собою систематичні масові вбивства». Чарні порівнює «логічні структури», які використовує Льюїс у своєму запереченні геноциду, з тими, які використовував Ернст Нольте у своєму запереченні Голокосту. Льюїс також помилково припускав, що вірмени мали у своєму розпорядженні військові та поліцейські сили, до яких вони могли б звернутися, коли насправді вони не мали таких сил взагалі.

## Погляди та вплив на сучасну політику
У середині 1960-х років Льюїс став коментатором проблем сучасного Близького Сходу, а його аналіз ізраїльсько-палестинського конфлікту та зростання войовничого ісламу приніс йому популярність і викликав значні суперечки. Американський історик Джоел Бейнін назвав його «можливо, найбільш чітким і освіченим захисником сіонізму в північноамериканському близькосхідному науковому співтоваристві». Завдяки цьому науковому авторитету політичні поради Льюїса мали особливу вагу. Віцепрезидент США Дік Чейні зауважив, що «у цьому новому столітті до його мудрості щодня звертаються політики, дипломати, колеги-академіки та засоби масової інформації».
Різкий критик Радянського Союзу, Льюїс продовжував ліберальну традицію в ісламських історичних дослідженнях. Хоча його ранні марксистські погляди вплинули на його першу книгу «Витоки ісмаїлізму», згодом Льюїс відкинув марксизм. Його пізніші роботи є реакцією на ліву течію «третього світу», яка стала значною течією в близькосхідних дослідженнях.
Протягом своєї кар'єри Льюїс налагодив зв'язки з урядами по всьому світу: під час перебування на посаді прем'єр-міністра Ізраїлю Голда Меїр давала читати статті Льюїса членам свого кабінету, а під час президентства Джорджа Буша-молодшого він консультував членів адміністрації, зокрема Чейні, Дональда Рамсфельда та самого Буша. Він також був близьким до короля Йорданії Хусейна та його брата принца Хасана бін Талала. Він також мав зв'язки з режимом Мохаммеда Рези Пехлеві, останнього шаха Ірану, турецькою військовою диктатурою на чолі з Кенаном Евреном та єгипетським урядом Анвара Садата: він діяв як посередник між адміністрацією Садата та Ізраїлем у 1971 році, коли передав ізраїльському уряду повідомлення про можливість укладення мирної угоди на прохання прессекретаря Садата Тахасіна Башира.

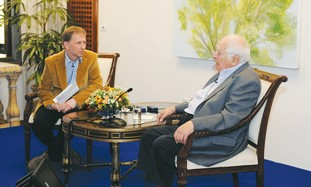
Девід Горовіц бере інтерв'ю у Бернарда Льюїса у 2011 році

Льюїс виступав за тісніші зв'язки Заходу з Ізраїлем і Туреччиною, які він вважав особливо важливими у світлі поширення радянського впливу на Близькому Сході. Сучасна Туреччина займає особливе місце в поглядах Льюїса на регіон через зусилля країни стати частиною Заходу. Він був почесним членом Інституту турецьких досліджень, честь, яка надається «на основі загальновизнаних наукових досягнень і … тривалої та відданої служби в галузі турецьких досліджень».
Льюїс розглядає християнський світ та іслам як цивілізації, які перебувають у постійному зіткненні з моменту появи ісламу в VII столітті. У своєму есе «Коріння мусульманського гніву» (1990) він стверджував, що боротьба між Заходом та ісламом набирає сили. Згідно з одним джерелом, це есе (і лекція Джефферсона 1990 року, на якій ґрунтується стаття) вперше представило термін «ісламський фундаменталізм» у Північній Америці. Вважається, що саме в цьому есе Льюїс вигадав фразу «зіткнення цивілізацій», яка отримала популярність в однойменній книзі Семюеля Гантінгтона. Однак, інше джерело вказує на те, що Льюїс вперше вжив фразу «зіткнення цивілізацій» на зустрічі у Вашингтоні в 1957 році, і це було зафіксовано в стенограмі.
У 1998 році Льюїс прочитав у лондонській газеті «Аль-Кудс Аль-Арабі» (Al-Quds Al-Arabi) оголошення Усамою бен Ладеном війни Сполученим Штатам. У своєму есе «Ліцензія на вбивство» Льюїс зазначив, що вважає мову бін Ладена «ідеологією джихаду» і попередив, що бін Ладен становитиме небезпеку для Заходу. Есе було опубліковано після того, як адміністрація Клінтона та американська розвідувальна спільнота почали полювання на бін Ладена в Судані, а потім в Афганістані.
Деякі з його поглядів порівнювали з тезою про Єврабію, наприклад, попередження про те, що Європа стане мусульманською до кінця століття, ставши «частиною арабського Заходу, Магрибу»,, а в його брошурі 2007 року «Європа та іслам» йшлося про те, що демографічні зміни можуть статися «в осяжному майбутньому».

### Джихад
Льюїс пише про джихад як про особливий релігійний обов'язок, але припускає, що дуже шкода, що люди, які беруть участь у терористичній діяльності, не є більш обізнаними у своїй релігії:
Фанатичний воїн, що пропонує своїм жертвам на вибір Коран або меч, не тільки не відповідає дійсності, а й неможливий. Передбачуваний вибір - навернення до віри або смерть - також, за рідкісними й нетиповими винятками, не відповідає дійсності. Мусульманська терпимість до невірних і тих, хто помиляється, була набагато кращою, ніж усе, що було доступно в християнстві до виникнення секуляризму в XVII столітті.
Мусульманським бійцям наказано не вбивати жінок, дітей і людей похилого віку, якщо тільки вони не атакують першими; не катувати й не піддавати інших видів жорстокого поводження полонених; чесно попереджати про початок бойових дій або їх відновлення після перемир'я; і дотримуватися угод. Класичні юристи ніколи не схвалювали та не визнавали легітимним те, що ми сьогодні називаємо тероризмом. Не існує також жодних доказів застосування тероризму в тому вигляді, в якому він практикується сьогодні

Поява широко розповсюдженої на сьогодні практики тероризму - тероризму смертників - є розвитком XX століття. Вона не має попередників в ісламській історії й не має виправдання з точки зору ісламського богослов'я, права чи традиції.
Асад АбуХаліл розкритикував цю точку зору та заявив: «Методологічно [Льюїс] наполягає на тому, що тероризм окремих мусульман слід вважати ісламським тероризмом, тоді як тероризм окремих євреїв або християн ніколи не вважається єврейським чи християнським тероризмом».
Він також критикував розуміння Льюїсом Осама бен Ладен, вважаючи, що Льюїс тлумачить бін Ладена «як якогось впливового мусульманського богослова» на кшталт класичних теологів, таких як Аль-Газалі, а не «терориста-фанатика, яким він є». АбуХаліл також критикував місце ісламу у світогляді Льюїса загалом, стверджуючи, що найпомітнішою рисою його роботи є її «теологоцентризм» (запозичення терміна у Максима Родінсона) — те, що Льюїс всі аспекти поведінки мусульман виключно через призму ісламського богослов'я, підводячи під ярлик «ісламу» вивчення мусульманських народів, їхніх мов, географічних регіонів, в яких переважають мусульмани, ісламських урядів, урядів арабських країн, шаріату тощо.

### Дебати з Едвардом Саїдом
Льюїс був відомий своїми літературними дебатами з Едвардом Саїдом, палестинсько-американським теоретиком літератури, метою яких був аналіз і критика орієнталістської науки. Саїд, професор Колумбійського університету, охарактеризував роботу Льюїса як яскравий приклад орієнталізму у своїй книзі «Орієнталізм» 1978 року та у своїй пізнішій книзі «Висвітлення ісламу: як медіа та експерти визначають, як ми бачимо решту світу» (1981). Саїд стверджував, що сферою орієнталізму є політичний інтелектуалізм, спрямований на самоствердження, а не на об'єктивне дослідження, форма расизму та знаряддя імперіалістичного панування. Він також поставив під сумнів науковий нейтралітет деяких провідних дослідників Близького Сходу, включно з Льюїсом, щодо арабського світу. В інтерв'ю тижневику Al-Ahram Саїд припустив, що знання Льюїса про Близький Схід були настільки упередженими, що їх не можна сприймати серйозно, і заявив: «Бернард Льюїс не був на Близькому Сході, в арабському світі, щонайменше 40 років. Мені казали, що він дещо знає про Туреччину, але він нічого не знає про арабський світ». Саїд вважав, що Льюїс розглядає іслам як монолітне утворення без нюансів його множинності, внутрішньої динаміки та історичних складнощів, і звинуватив його в «демагогії та відвертому невігластві». У «Висвітленні ісламу» Саїд стверджував, що «Льюїс просто не може мати справу з різноманіттям мусульманського, а тим більше людського життя, оскільки воно закрите для нього як щось чуже, радикально відмінне та інше», і критикував «нездатність Льюїса визнати, що ісламські народи мають право на власну культурну, політичну та історичну практику, вільну від розрахованої спроби Льюїса показати, що оскільки вони не західні… вони не можуть бути хорошими».
Відкидаючи думку, що західна наука упереджено ставиться до Близького Сходу, Льюїс відповів, що сходознавство розвивалося як грань європейського гуманізму, незалежно від минулої європейської імперської експансії. Він зазначив, що французи та англійці почали вивчати іслам у XVI та XVII століттях, але не організовано, а задовго до того, як вони отримали контроль або надію на контроль над Близьким Сходом; і що значна частина сходознавчих досліджень не сприяла просуванню справи імперіалізму. У своїй книзі «Іслам і Захід» 1993 року Льюїс писав: «Якій імперській меті слугувало, наприклад, розшифрування давньоєгипетської мови, а потім повернення єгиптянам знання і гордості за своє забуте, давнє минуле?»
Крім того, Льюїс звинуватив Саїда в політизації наукових досліджень Близького Сходу (і, зокрема, арабістики); нехтуванні критикою наукових висновків сходознавців; і наданні «волі» своїм упередженням.

### Позиція щодо війни в Іраку
У 2002 році Льюїс написав статтю для The Wall Street Journal про підготовку до війни в Іраку під назвою «Час повалення», де він висловив свою думку про те, що "«зміна режиму може бути небезпечною, але іноді небезпека бездіяльності є більшою, ніж небезпека дії». У 2007 році Джейкоб Вайсберг назвав Льюїса «можливо, найбільш значним інтелектуальним чинником, що стоїть за вторгненням в Ірак». Майкл Гірш приписує Льюїсу думку про те, що зміна режиму в Іраку дасть поштовх, який «модернізує Близький Схід», і припускає, що нібито «орієнталістські» теорії Льюїса про те, «що пішло не так» на Близькому Сході, та інші праці сформували інтелектуальну основу для підштовхування до війни в Іраку. Гірш повідомив, що Льюїс сказав йому в інтерв'ю, що він розглядає теракти 11 вересня як «перший залп останньої битви» між західною та ісламською цивілізаціями: Льюїс вважав, що необхідна силова відповідь. Напередодні війни в Іраку він кілька разів зустрічався з віцепрезидентом Діком Чейні: Гірш цитує неназваного чиновника, який був присутній на деяких з цих зустрічей, який підсумував погляд Льюїса на Ірак так: «Беріться за справу. Не зволікайте». Брент Скоукрофт процитував слова Льюїса про те, що він вважав, що «одна з речей, які ви повинні зробити з арабами, це вдарити їх між очей великою палицею. Вони поважають силу». Асад АбуХаліл стверджував, що Льюїс запевнив Чейні, що американські війська будуть радо зустрінуті іракцями та арабами, спираючись на думку свого колеги Фуада Аджамі. Гірш також провів паралелі між планами адміністрації Буша щодо Іраку після вторгнення та поглядами Льюїса, зокрема його захопленням секуляристськими та західними реформами Мустафи Кемаля Ататюрка в новій Турецькій Республіці, яка виникла в результаті розпаду Османської імперії.
У 2008 році Льюїс писав, що не виступає за нав'язування свободи та демократії ісламським країнам. «Є речі, які не можна нав'язувати. Свободу, наприклад. Або демократію. Демократія — це дуже сильні ліки, які потрібно вводити пацієнтові невеликими дозами, що поступово збільшуються. Інакше ви ризикуєте вбити пацієнта. За великим рахунком, мусульмани повинні зробити це самі».

Ієн Бурума, який пише для The New Yorker у статті під назвою «Дві думки Бернарда Льюїса», вважає, що позицію Льюїса щодо війни важко поєднати з його минулими заявами, що застерігають від насадження демократії у світі загалом. У підсумку Бурума відкидає припущення своїх колег про те, що Льюїс підтримує війну з Іраком, щоб захистити Ізраїль, але замість цього робить висновок: «Можливо, він занадто сильно любить його [арабський світ]»:
Серед західних студентів, які вивчають Схід, поширеним явищем є закоханість у цивілізацію. Така любов часто закінчується гірким нетерпінням, коли реальність не відповідає ідеалу. Гнів, у даному випадку, - це гнів західного вченого. Його улюблена цивілізація хвора. А що може бути більш зворушливим для старого сходознавця, ніж бачити, як найбільша західна демократія виліковує занепалого мусульманина? Або це, або щось менш милосердне: якщо остаточний поєдинок між великими релігіями дійсно є неминучим результатом тисячолітнього зіткнення, то нам краще подбати про те, щоб ми перемогли.
Хамід Дабаші 28 травня 2018 року у статті під назвою «Про Бернарда Льюїса та „його надзвичайну здатність робити все неправильно“» запитує: «Тільки уявіть: Що це за людина, яка все життя вивчає людей, яких ненавидить? Це досить дивна позиція. Але саме так і було: покійний Бернард Льюїс робив саме це». Так само Річард Булліє описав Льюїса як «…людину, якій не подобаються люди, про яких він нібито має знання…він не поважає їх, він вважає їх хорошими та гідними лише тією мірою, якою вони йдуть західним шляхом». За словами Асада АбуХаліла, «Льюїс отруїв близькосхідну академічну сферу більше, ніж будь-який інший сходознавець, і його вплив був як академічним, так і політичним. Але на Заході з'явилося нове покоління близькосхідних експертів, які тепер чітко бачать політичну програму Бернарда Льюїса. Вона була повністю викрита в роки правління Буша».

### Ймовірна ядерна загроза з боку Ірану
У 2006 році Льюїс писав, що Іран працював над створенням ядерної зброї протягом п'ятнадцяти років. У серпні 2006 року в статті про те, чи може світ покладатися на концепцію взаємного гарантованого знищення як стримуючий фактор у своїх відносинах з Іраном, Льюїс написав у The Wall Street Journal про значення 22 серпня 2006 року в ісламському календарі. Іранський президент заявив, що до цієї дати він відповість на вимоги США щодо розвитку Іраном ядерної енергетики. Льюїс писав, що ця дата відповідає 27-му дню місяця раджаб 1427 року, дня, коли мусульмани вшановують пам'ять нічного перельоту Мухаммеда з Єрусалима на небо і назад. Льюїс написав, що це буде «відповідна дата для апокаліптичного кінця Ізраїлю і, якщо необхідно, світу». На думку Льюїса, взаємне гарантоване знищення не є ефективним стримуючим засобом у випадку з Іраном через те, що Льюїс описує як «апокаліптичний світогляд» іранського керівництва та «комплекс самогубства чи мучеництва, на який страждає частина ісламського світу сьогодні». Стаття Льюїса дістала широке висвітлення у пресі. Однак, день пройшов без жодних інцидентів.

## Смерть
Бернард Льюїс помер 19 травня 2018 року у віці 101 року в будинку для літніх людей у містечку Вурхіс Тауншип, Нью-Джерсі, за дванадцять днів до свого 102-річчя. Він похований на кладовищі Трумпельдор у Тель-Авіві. 

## Нагороди та відзнаки
- 1963: обраний членом Британської академії [9]
- 1973: обраний членом Американського філософського товариства [97]
- 1978: Премія Харві від Техніону – Ізраїльського технологічного інституту за «його глибоке розуміння життя та звичаїв народів Близького Сходу через його твори» [98]
- 1983: обраний членом Американської академії мистецтв і наук [99]
- 1990: обрано для лекції Джефферсона Національним фондом гуманітарних наук [33]
- 1996: Фіналіст премії Національного гуртка книжкових критиків у галузі загальної наукової літератури, для Близького Сходу (Scribner) [100]
- 1999: Національна єврейська книжкова премія в категорії «Ізраїль» за книгу «Множина ідентичностей Близького Сходу» [101]
- 2002: Медаль Томаса Джефферсона, присуджена Американським філософським товариством [102]
- 2002: Міжнародна премія миру імені Ататюрка на підставі того, що він зробив великий внесок в історичну науку своїм точним аналізом Туреччини та, зокрема, позитивного впливу Ататюрка на історію Близького Сходу. [103]
- 2004: Нагорода «Золота пластина» від Американської академії досягнень [104]
- 2006: Національна гуманітарна медаль від Національного фонду гуманітарних наук[105]
- 2007: Премія Ірвінга Крістола від Американського інституту підприємництва з досліджень публічної політики[35]
- 2007: Нагорода Scholar-Statesman Award від Вашингтонського інституту близькосхідної політики[106]